# Valentin Ovetchkine
Pour les articles homonymes, voir Ovetchkine.
Valentin Ovetchkine (en russe : Валентин Владимирович Овечкин), né le 9 juin du calendrier julien / 22 juin 1904 à Taganrog et décédé le 27 janvier 1968 à Tachkent, est un écrivain, dramaturge et journaliste russe soviétique. Connu sous les noms de plume de Valentin Bourevoï et V. Saveliev.

## Biographie
Né à Taganrog, Valentin Ovetchkine commence à travailler comme apprenti chez le cordonnier, puis à partir de 1921, vit à la campagne, où une partie de sa famille est installée et où il effectue toute sorte de travail : ouvrier agricole, cordonnier, enseignant. En 1925, il est élu directeur de la première commune agricole de Priazovié, et à partir de 1931 devient cadre du PCUS (secrétaire du comité du parti local, directeur du comité régional, président du syndicats de travailleurs de Kislovodsk).
Il s'essaie à l'écriture dans les années 1920 pour devenir en 1934 journaliste professionnel, collaborant avec plusieurs périodiques du sud de la Russie, notamment avec Troudovoï pout, ses sujets de prédilection étant la problématique du secteur agricole. En 1941, il devient membre de l'Union des écrivains soviétiques.
Lors de la Seconde Guerre mondiale, il combat dans l'infanterie avec le grade d'officier sur le front de Stalingrad et en Ukraine. Il est aussi correspondant des journaux de l'Armée rouge. Son expérience militaire trouve l'écho dans le récit S frontovym privetom (С фронтовым приветом) publié en 1945.
Après la guerre, il est journaliste à Pravda Ukraïny (Правда Украины). Il est l'auteur de plusieurs articles pointant l’incompétence des chefs de l'administration communale à la campagne et la mauvaise gestion de ressources qui en découle. Son travail littéraire est aussi en grande partie consacré à ce sujet, comme la pièce L’Été indien (Бабье лето) écrite en 1946.
La vraie renommée lui vient avec son cycle de récits Le Quotidien d'un raïon publié dans Novy Mir en 1952-1956 : Le Quotidien d'un raïon (Районные будни), Sur la brèche (На переднем крае), Dans le même raïon (В том же районе), De ses propres mains (Своими руками), Un printemps difficile (Трудная весна). Dans le sujet fictif l'auteur soulevait les problèmes sociaux et économiques réels touchant les coins retirés de l'Union soviétique, comme la situation du kolkhoznik, avec l'absence de passeports, le travail non rémunéré, la dépendance de l'administration locale rappelant à tout point de vue le servage de l'époque tsariste. Une telle approche critique du système socialiste est devenue possible grâce à la campagne de libéralisation de la culture instaurée par Nikita Khrouchtchev. Bien sûr, Ovetchkine ne remettait pas en cause le système, mais s'attaquait aux cas qu'il considérait comme isolés de la bureaucratie en place les décrivant sous les noms de personnages fictifs tel son premier secrétaire du comité du raïon Borzov, ce qui était tout de même assez audacieux de sa part. Le Quotidien d'un raïon reçoit un accueil enthousiaste des critiques notamment de la part de Alexandre Tvardovski qui note l'importance de cette œuvre dans l'ouverture de la voie aux auteurs comme Gavriil Troïepolski, Vladimir Soloukhine (en), Sergueï Zalyguine, Efim Doroch (ru), Vladimir Tendriakov, Vitali Zakroutkine (ru).
En 1954, il se rend en Chine avec une délégation soviétique. Il y fait connaissance d'écrivain dissident Liu Binyan qui devient son ami et popularise la construction littéraire de prédilection d'Ovetchkine qui en russe s'appelle "otcherk", une sorte de reportage ou petite narration sociale.
En automne 1960, Ovetchkine se rend dans l'Oblast d'Omsk dans le cadre de la campagne des terres vierges. Choqué par le décalage entre les comptes rendus des autorités locales et la réalité, il en parle lors de la conférence du parti à Koursk. Son conflit avec les autorités que cela provoque le pousse à commettre une tentative de suicide en se tirant une balle dans la tête - il perd l’œil droit, mais survit. Il se retire définitivement à Tachkent en 1963 où il meurt en janvier 1968. Valentin Ovetchkine est enterré au cimetière Botkine de Tachkent.